# 지충호
지충호(1956년 ~ )는 2006년 5월 박근혜 한나라당 전 대표에게 커터칼로 상해를 가한 사람이다.

## 생애
지충호는 인천시 학익동 소재 집창촌 주변에서 어린 시절을 보냈고 또한 이곳은 그의 현 주소지이기도 하다. 학익초등학교를 졸업하고 선인중학교를 1년 다니다 중퇴하였으며, 그 후 구두방 점원, 공사장 막일 등을 전전하던 중 유부녀와 불륜 관계를 가졌다. 그녀의 남편에게 공갈 협박으로 돈을 뜯어내다, 남편의 신고로 징역 4년을 선고 받고 복역했다. 출소 후 내연녀를 잊지 못해 다시 찾아갔다 남편을 다시 만나고 다시 협박을 했다. 
2005년 12월 17일에는 한나라당이 개최한 사립학교법 개정 반대 장외 집회에서 한나라당 국회의원 곽성문의 관자놀이 부분을 가격하여 구속되기도 하였다.

## 박근혜 피습 사건
2006년 5월 20일 한국 시각 19시경, 서울특별시 서대문구 창천동 소재 현대백화점 앞 제4회 전국동시지방선거 한나라당 서울시장 후보인 오세훈 후보 연설회장에서 오세훈 후보를 지원하기 위해 온 박근혜 당시 한나라당 대표에게 소지하고 있던 커터칼로 상처를 입혔고 박근혜 대표는 4주간의 치료를 요하는 상처를 입었다. 박 대표의 얼굴에 상처를 입힌 것뿐만 아니라 자신의 전 내연녀를 협박한 혐의가 추가되어 구속 기소되었다. 경찰에서의 진술에 따르면 "장기간 교도소 생활 등에 대한 억울함을 풀기 위해 큰 사건을 저지르기로 결심하고 2005년 12월에 연설 중인 한나라당 K 의원의 멱살을 잡았으나 별다른 처벌 없이 경찰에서 풀려나 더 큰 사건이 필요했다"고 말하였으며 박근혜 대표에 특별한 감정은 없다고 밝혔다. 이후 2006년 1심에서 징역 11년, 항소심에서 징역 10년(1년 감형)을 선고받았고, 대법원은 징역 10년을 선고한 원심을 2007년 4월 26일 확정했다. 현재 지충호는 공직선거법과 폭력행위 처벌 등에 관한 법률의 상해로서 10년형을 받고 복역 후 출소하였다.